# George Simond
George Miéville Simond (Marylebone, 23 de janeiro de 1867 — Monte Carlo, 9 de abril de 1941) foi um tenista britânica. Medalhista olímpico de prata em duplas indoor, com George Caridia.